# Synidotea oahu
Synidotea oahu là một loài chân đều trong họ Idoteidae. Loài này được Moore miêu tả khoa học năm 2004.